# Алексеев, Кирилл Варфоломеевич
Кири́лл Варфоломе́евич Алексе́ев (ум. 1707 г.) — подьячий, затем дьяк в правление царей Алексея Михайловича, Фёдора Алексеевича и Петра Великого и царевны Софьи.

## Биография
Ранняя биография неизвестна. Впервые упоминается 6 марта 1673 года как подьячий Устюжской чети. В 1677/1678 году, не менее чем до 1 февраля 1678 года — там же, в том же качестве. В 1679/1680 году — дьяк той же чети. С 1680 по 1682 год — дьяк Дворцового Судного приказа в Москве. 31 мая 1681 года упоминается как дьяк Земского приказа. С 21 мая 1683 года по 1685 год — дьяк Стрелецкого приказа. С 27 февраля 1687 года по 15 мая 1688 года — дьяк посольства во Францию и в Испанию под началом князя Якова Долгорукова и Якова Мышецкого. После возвращения в Москву, в 1688/1689 года — снова дьяк Стрелецкого приказа. С 19 августа 1697 года по 22 июля 1698 года — дьяк в Великом Новгороде. С 14 июня по 30 ноября 1699 года — дьяк в Азове. В боярских списках в 1703 и 1704 гг. числится больным. По Боярским спискам числится умершим в 1707 г.